# Mean Dreams
Mean Dreams ist ein kanadischer Coming-of-Age-Thriller aus dem Jahr 2016. Der Film entstand unter der Regie von Nathan Morlando, das Drehbuch schrieben Kevin Coughlin und Ryan Grassby. Seine Premiere hatte er 2016 bei den Filmfestspielen von Cannes.

## Handlung
Jonas ist der 15-jährige Sohn eines Farmers, der in der Nähe der Großen Seen in Kanada lebt und seine Tage damit verbringt, auf der Ranch zu arbeiten. Eines Tages lernt er seine neuen Nachbarn kennen: Wayne Caraway, einen Polizisten, und seine Teenager-Tochter Casey, in die er sich verliebt.
Als Jonas sieht, wie er seine Tochter schlägt, beschließt er, nach einer Revolte gegen Wayne, mit Casey zu fliehen, nachdem er eine Tüte voller Geld von illegalen Geschäften gestohlen hat, in die Wayne verwickelt ist. Von Wayne sowie von den Behörden gejagt, müssen die beiden Teenager überleben.
Sie haben rund eine Million Dollar. Die Hälfte des Gelds vergraben sie und mit dem restlichen Geld treten sie ihre Flucht an. Sie kaufen sich illegal eine Waffe und gehen in ein Motel, in welchem sie allerdings Wayne findet. Jonas kann Wayne mit der Waffe überlisten und das Auto stehlen.
Die beiden flüchten weiter, stellen das Auto ab und geben den Hund einer Familie, da er sie verraten könnte. Außerdem vergräbt Casey ihre Waffe, da sie Angst vor der Waffe hat. Da im Hund ein Microchip ist, den der Tierarzt ausliest, kann Wayne sie wieder finden. Sie waren in einem Bus, unterwegs in Richtung Meer, da Casey dort hinwollte. Der Polizeichef, der auch in die illegalen Geschäfte verwickelt ist, und Wayne ziehen den Bus heraus und nehmen die Teenager fest.
Sie fahren zusammen mit den Kindern Richtung Heimat. Allerdings fällt ihnen auf, dass die Hälfte des Gelds fehlt. Daraufhin zwingen die zwei Polizisten die Teenager, dass sie ihnen zeigen, wo das andere Geld vergraben ist. Auf dem Weg halten sie an einer Tankstelle, da der Polizeichef allen einen Burger und einen Softdrink holen möchte. Allerdings mischt er in die Drinks von Wayne, Jonas und Casey Betäubungsmittel, sodass diese betäubt sind und einschlafen. Der Polizeichef nimmt seinen Teil der Beute, flüchtet und steigt aus den illegalen Geschäften aus.
Die Teenager werden weiter gezwungen, Wayne zu zeigen, wo das Geld vergraben ist. Jonas will es nicht, aber Casey lotst Wayne zu einem Ort. Dann kommen sie dort an. Während Jonas sehr besorgt ist, hat Casey einen Plan. Jonas wird von Wayne gefesselt und Casey soll ihrem Vater zeigen, wo das Geld ist. Sie gräbt etwas in der Erde. Allerdings hat Casey sie nicht zum Ort des Geldes geführt, sondern zum Ort, wo sie die Waffe vergraben hat. Sie gräbt die Waffe aus und erschießt ihren Vater.
Danach geht sie zurück zu Jonas und beide machen sich zusammen auf ihre Reise Richtung Meer, allerdings diesmal ohne Bedrohungen oder Angst.

## Produktion
Kevin Durand wurde für den Film gecastet und mindestens eine Szene wurde mit ihm gedreht. Im finalen Film taucht er allerdings nicht auf. Die Dreharbeiten begannen am 29. Oktober 2015 in Nord-Ontario, einschließlich Sault Ste. Marie.

## Veröffentlichung
Nach der Weltpremiere in der Nebenreihe Quinzaine des réalisateurs bei den Filmfestspielen von Cannes 2016 wurde er bei weiteren Filmfestivals, wie dem Toronto International Film Festival, gezeigt. Elevation Pictures veröffentlichte den Film am 21. Oktober 2016 in den kanadischen Kinos.
Am 7. Dezember 2016 wurde der Film in die jährliche Top-10-Liste des Toronto International Film Festivals aufgenommen.

## Kritik
Jennifer Ullrich bei Filmstarts urteilt: „Nathan Morlando gelingt mit „Mean Dreams“ eine reizvolle Mischung aus Rohheit und Poesie, die an Genre-Konventionen orientierte Handlung hingegen kommt äußerst überraschungsarm daher.“